# 哈利·格羅納
哈里·格罗纳（Harry Groener，1951年9月10日—）是一位德国出生的美国演员和舞者，他曾在《吸血鬼猎人巴菲》（第3、4和7季）中扮演威尔金斯市长。

## 早期生活
格罗纳生于西德奥格斯堡，他的母亲是歌剧演员，父亲是钢琴家、办公室职员和作曲家。他在两岁时与家人移民到美国。十几岁时，格罗纳成為旧金山芭蕾舞团的学徒；后来他在華盛頓大學学习戏剧。